# Bahreïn aux Jeux olympiques d'été de 2020
Bahreïn participe aux Jeux olympiques de 2020 à Tokyo au Japon. Il s'agit de sa 10e participation à des Jeux d'été.

## Médaillés
| Sport    | Discipline       | Athlète(s)         | Performance    | Date   |
| -------- | ---------------- | ------------------ | -------------- | ------ |
| Natation | 10 000 m féminin | Kalkidan Gezahegne | 29 min 56 s 18 | 7 août |

## Athlètes engagés
| Sport      | Hommes | Femmes | Total |
| ---------- | ------ | ------ | ----- |
| Athlétisme | 9      | 5      | 14    |
| Boxe       | 1      | 0      | 1     |
| Handball   | 14     | 0      | 14    |
| Natation   | 1      | 1      | 2     |
| Tir        | 0      | 1      | 1     |
| Total      | 25     | 7      | 32    |

## Résultats

### Athlétisme
| Athlète              | Épreuve                  | 1er tour       | 1er tour       | Demi-finale | Demi-finale | Finale          | Finale                             |
| Athlète              | Épreuve                  | Temps          | Rang           | Temps       | Rang        | Temps           | Rang                               |
| -------------------- | ------------------------ | -------------- | -------------- | ----------- | ----------- | --------------- | ---------------------------------- |
| Sadik Mikhou         | 1 500 m masculin         | 3 min 42 s 87  | 8e             | Éliminé     | Éliminé     |                 |                                    |
| Birhanu Balew        | 5 000 m masculin         | 13 min 39 s 42 | 5e             | Non disputé | Non disputé | 13 min 3 s 20   | 6e                                 |
| Dawit Fikadu         | 13 min 44 s 3            | 13e            | 13 min 20 s 24 | Non disputé | Non disputé | 15e             |                                    |
| John Koech           | 3 000 m steeple masculin | Abandon        | Abandon        | Non disputé | Non disputé | Éliminé         | Éliminé                            |
| Alemu Bekele         | Marathon masculin        | Non disputé    | Non disputé    | Non disputé | Non disputé | Abandon         | Abandon                            |
| El-Hassan El-Abbassi | Marathon masculin        | Non disputé    | Non disputé    | Non disputé | Non disputé | 2 h 15 min 56 s | 25e                                |
| Shumi Dechasa        | Marathon masculin        | Non disputé    | Non disputé    | Non disputé | Non disputé | Abandon         | Abandon                            |
| Kalkidan Gezahegne   | 10 000 m féminin         | Non disputé    | Non disputé    | Non disputé | Non disputé | 29 min 56 s 18  | Médaille d'argent, Jeux olympiques |
| Aminat Yusuf Jamal   | 400 m haies féminin      | 55 s 90        | 7e             | Éliminée    | Éliminée    | Éliminée        | Éliminée                           |
| Winfred Yavi         | 3 000 m steeple féminin  | 9 min 10 s 80  | 1re            | Non disputé | Non disputé | 9 min 19 s 74   | 10e                                |
| Eunice Chumba        | Marathon féminin         | Non disputé    | Non disputé    | Non disputé | Non disputé | 2 h 29 min 36 s | 7e                                 |
| Tejitu Daba          | Marathon féminin         | Non disputé    | Non disputé    | Non disputé | Non disputé | Abandon         | Abandon                            |

| Athlète             | Épreuve                  | Qualification | Qualification | Finale      | Finale  |
| Athlète             | Épreuve                  | Performance   | Rang          | Performance | Rang    |
| ------------------- | ------------------------ | ------------- | ------------- | ----------- | ------- |
| Abdelrahman Mahmoud | Lancer du poids masculin | 20,14 m       | 22e           | Éliminé     | Éliminé |

### Boxe
| Athlète       | Catégorie                    | 1/16e de finale        | 1/8e de finale      | Quart de finale     | Demi-finale         | Finale              | Rang    |
| Athlète       | Catégorie                    | Adversaire Résultat    | Adversaire Résultat | Adversaire Résultat | Adversaire Résultat | Adversaire Résultat | Rang    |
| ------------- | ---------------------------- | ---------------------- | ------------------- | ------------------- | ------------------- | ------------------- | ------- |
| Danis Latypov | Super-lourds hommes (+91 kg) | Abdullayev Défaite 1-3 | Éliminé             | Éliminé             | Éliminé             | Éliminé             | Éliminé |

### Handball
| Compétition      | Phase de groupe  | Phase de groupe     | Phase de groupe        | Phase de groupe        | Phase de groupe      | Phase de groupe      | Quart de finale  | Demi-finale          | Finale / 3e place | Finale / 3e place |           |
| Compétition      | Adversaire Score | Adversaire Score    | Adversaire Score       | Adversaire Score       | Adversaire Score     | Rang                 | Adversaire Score | Adversaire Score     | Adversaire Score  | Rang              |           |
| ---------------- | ---------------- | ------------------- | ---------------------- | ---------------------- | -------------------- | -------------------- | ---------------- | -------------------- | ----------------- | ----------------- | --------- |
| Tournoi masculin |                  | Suède Défaite 31-32 | Portugal Défaite 25-26 | Danemark Défaite 21-31 | Japon Victoire 32-30 | Égypte Défaite 20-30 | 4e               | France Défaite 28-42 | Éliminés'         | Éliminés'         | Éliminés' |

### Natation
| Athlète             | Épreuve                 | Série       | Série       | Demi-finale | Demi-finale | Finale   | Finale   |
| Athlète             | Épreuve                 | Temps       | Rang        | Temps       | Rang        | Temps    | Rang     |
| ------------------- | ----------------------- | ----------- | ----------- | ----------- | ----------- | -------- | -------- |
| Abdulla Ahmed       | 100 m papillon masculin | Disqualifié | Disqualifié | Éliminé     | Éliminé     | Éliminé  | Éliminé  |
| Noor Yussuf Abdulla | 50 m nage libre féminin | 28 s 87     | 60e         | Éliminée    | Éliminée    | Éliminée | Éliminée |

### Tir
| Athlète        | Compétition | Qualification | Qualification | Finale  | Finale  |
| Athlète        | Compétition | Points        | Rang          | Points  | Rang    |
| -------------- | ----------- | ------------- | ------------- | ------- | ------- |
| Maryam Hassani | Skeet,      | 112           | 24e           | Éliminé | Éliminé |